# Polpa rossa
La polpa rossa della milza è composta da tessuto connettivo noto come corde di Billroth e da molti seni splenici che sono irrorati di sangue, dandogli un colore rosso. La sua funzione principale è quella di filtrare il sangue dagli antigeni, dai microrganismi, e da globuli rossi difettosi o consumati.
La milza è costituita da polpa rossa e polpa bianca, separate dalla zona marginale; in una milza sana il 76-79% della milza stessa è polpa rossa. A differenza della polpa bianca, che contiene principalmente linfociti, come le cellule T, la polpa rossa è costituita da diversi tipi di cellule del sangue, come le piastrine, granulociti, globuli rossi e plasma.

## Problemi alla polpa rossa
Nella leucemia linfoide, la polpa bianca della milza si ipertrofizza, con una conseguente riduzione della polpa rossa. In alcuni casi la polpa bianca può arrivare ad occupare fino a 50% del volume totale della milza. Nella leucemia mieloide, al contrario, la polpa bianca si atrofizza e la polpa rossa si espande.